# Angermünde (stacja kolejowa)

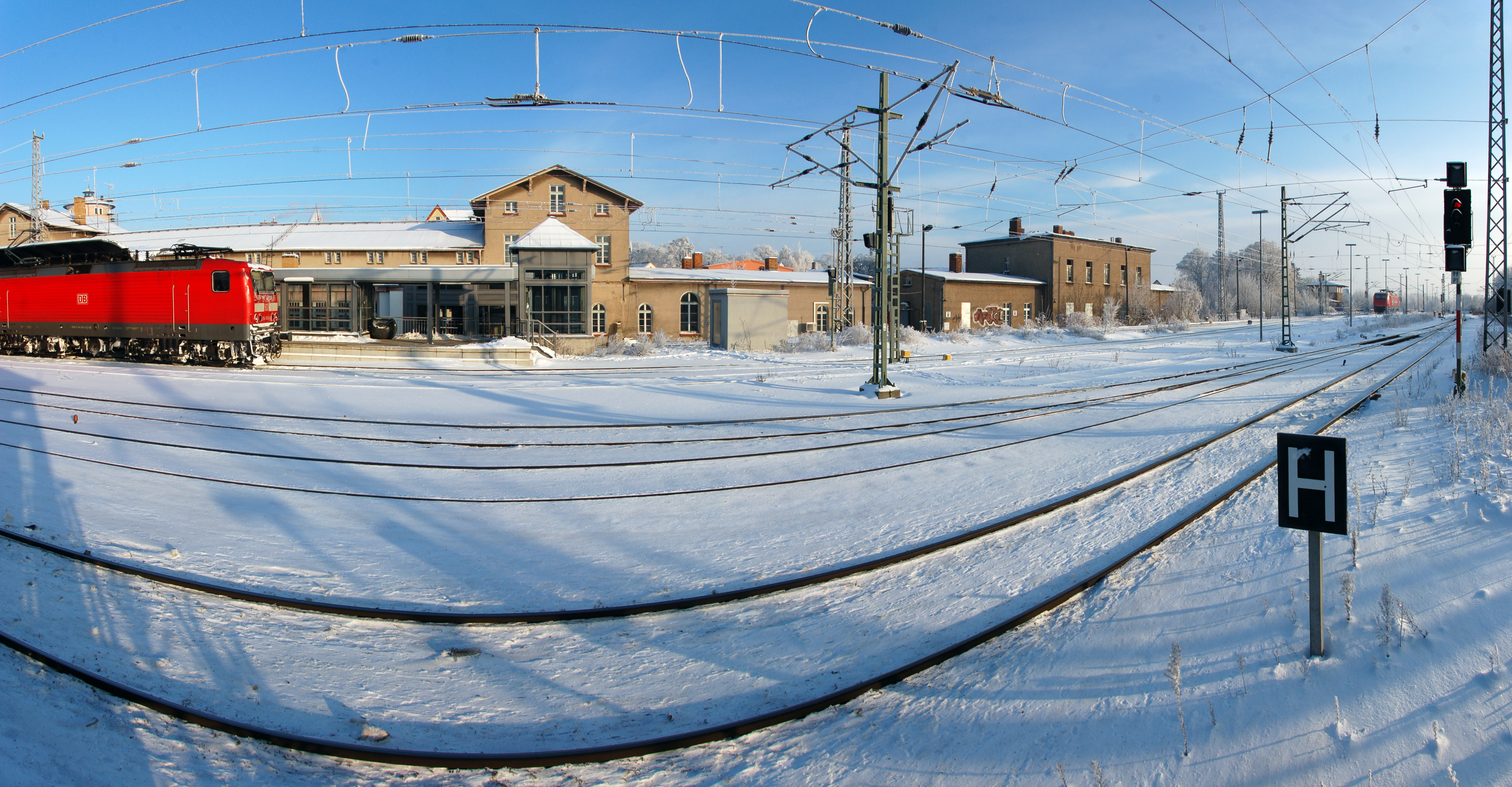
stary (po prawej) i nowy budynek dworca (2010)

Angermünde – stacja kolejowa w Angermünde, w kraju związkowym Brandenburgia, w Niemczech. Znajdują się tu 3 perony.

## Historia
Angermünde zostało włączone do sieci kolejowej 15 listopada 1842 roku wraz z otwarciem linii kolejowej z Berlina do Szczecina. Na początku pociągi kursowały tylko w kierunku Berlina, 15 sierpnia 1843 roku został ukończony odcinek do Szczecina. W kolejnych latach były otwierane kolejne linie w kierunku Stralsund (1863), Schwedt (1873) i Bad Freienwalde (1877). Angermünde stało się ważnym węzłem kolejowym. Stacja została początkowo zaprojektowana jako stacja wyspowa, więc budynek dworca stanął pomiędzy torami. W 1906 roku układ torowy został przeprojektowany i wszystkie tory przeniesiono na zachodnią stronę dworca. W 1861 roku oryginalny budynek dworca został zastąpiony nowym budynkiem. Stary budynek pełnił funkcję urzędu pocztowego i posterunku policji, a od początku lat 90 nie był używany. W listopadzie 2011 roku budynek został zburzony. Jego dziedziniec jest teraz używany jako parking samochodowy i rowerowy.

## Połączenia
Na stacji zatrzymują się pociągi wszystkich kategorii (Regionalbahn, Regional-Express, InterCity, Intercity-Express i EuroCity).
| Linia  | Przebieg | Takt |
| ------ | --- | --- |
| ICE 28 | Stralsund – Pasewalk – Angermünde – Berlin – Halle (Saale) – Jena Paradies – Nürnberg – Ingolstadt – München | raz dziennie |
| EC 27  | Praga – Dresden – Berlin – Eberswalde – Angermünde – Prenzlau – Greifswald – Stralsund – (Ostseebad Binz) / Szczecin | raz dziennie |
| IC 32  | Köln – Düsseldorf – Duisburg – Essen – Bochum – Dortmund – Hamm (Westfalen) – Bielefeld – Hannover – Wolfsburg – Berlin – Angermünde – Prenzlau – Züssow (/ – Stralsund – Binz) – Wolgast (– Zinnowitz – Seebad Heringsdorf) | raz dziennie |
| IC 50  | Ostseebad Binz – Stralsund – Pasewalk – Angermünde – Berlin – Halle (Saale) – Erfurt – Eisenach – Fulda – Frankfurt Flughafen Fernbahnhof (/ Frankfurt (Main) Hbf – Heidelberg – Karlsruhe)                                  | raz dziennie |
| RE 3   | Elsterwerda – Doberlug-Kirchhain – Wünsdorf-Waldstadt – Berlin – Eberswalde – Angermünde – Prenzlau – Greifswald – Stralsund / Schwedt/Oder                                                                                  | 60 min (Schwedt–Angermünde Pn–Pt) 120 min (Schwedt-Angermünde Sb-Nd) 60 min (Angermünde–Wünsdorf) 120 min (Wünsdorf–Elsterwerda codz.) 120 min (Stralsund-Angermünde) |
| RE     | Szczecin – Tantow – Angermünde – Bernau (b Berlin) – Berlin Gesundbrunnen / Berlin Ostbahnhof – Berlin Zoologischer Garten                                                                                                   | raz dziennie |
| OE 63V | Eberswalde – Angermünde – Prenzlau | raz dziennie (Pn-Pt) |
| RB 66  | Angermünde – Tantow – Szczecin | 120 min |